# Wiktor Nikolajewitsch Liina

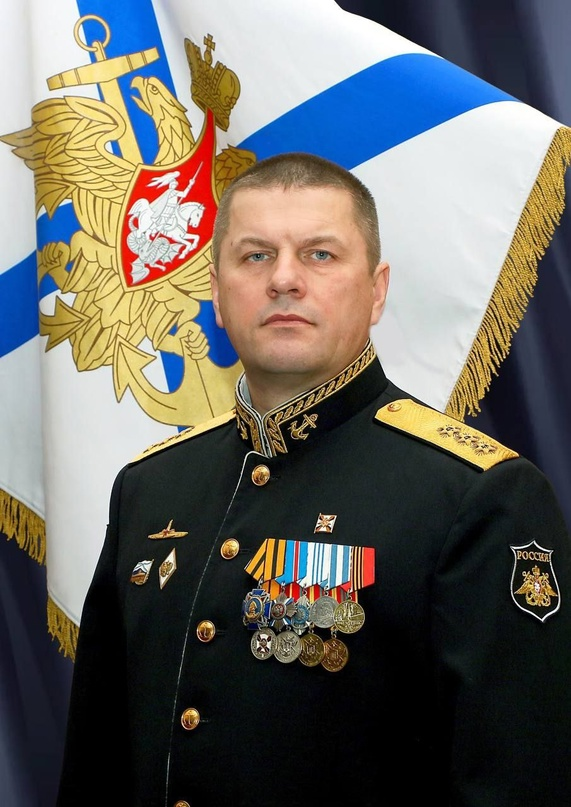
Wiktor Liina (2022)

Wiktor Nikolajewitsch Liina (russisch Виктор Николаевич Лиина; * 19. Juni 1968 in Petschory, Oblast Pskow) ist ein russischer Admiral. Er kommandierte von Oktober 2012 bis Oktober 2014 die Gruppe der nordöstlichen Truppen und Streitkräfte Russlands in Petropawlowsk-Kamtschatski und ist seit April 2023 Kommandeur der Pazifikflotte.

## Leben
Liina legte 1985 das Abitur ab. 1990 absolvierte er die Seekriegshochschule für U-Bootfahrer Leninscher Komsomol und 1996 höhere Offizierslehrgänge der Russischen Seekriegsflotte. Die Seekriegsakademie N. G. Kusnezow beendete er 2006 mit Auszeichnung. 
Liina diente auf Atom-U-Booten der Nordflotte als Leitender Ingenieur, Kommandeur einer Gruppe, Erster Offizier und Kommandant. Er fand erst als Stabschef und dann als Kommandeur einer Atom-U-Bootdivision Verwendung. Am 9. August 2012 wurde er auf Erlass des Präsidenten der Russischen Föderation zum Konteradmiral ernannt. Am 3. Dezember 2010 wurde er als Kommandeur des Weißmeer-Marinestützpunktes eingesetzt.
Liina wurde am 14. Oktober 2012 mit Erlass Nr. 1366 des Präsidenten der Russischen Föderation Kommandeur der Gruppe der nordöstlichen Truppen und Streitkräfte Russlands. Ab Oktober 2014 besuchte er die Militärakademie des Generalstabes der Russischen Streitkräfte in Moskau, der er 2016 absolvierte. Seine bisherigen Pflichten übernahm auf Befehl Nr. 680 des Russischen Verteidigungsministeriums vom 2. Oktober 2014 Kapitän zur See Sergei Lipilin. Im Mai 2016 wurde Liina als Stabschef der Schwarzmeerflotte eingesetzt. Am 12. Dezember 2018 wurde er zum Vizeadmiral befördert und erhielt am 21. Oktober 2021 das Kommando über die Baltische Flotte. Seine Beförderung zum Admiral folgte am 7. Dezember 2022. Im April 2023 wurde er Kommandeur der Pazifikflotte.

## Auszeichnungen
- Orden für Militärische Verdienste
- weitere Medaillen